# Mascarada

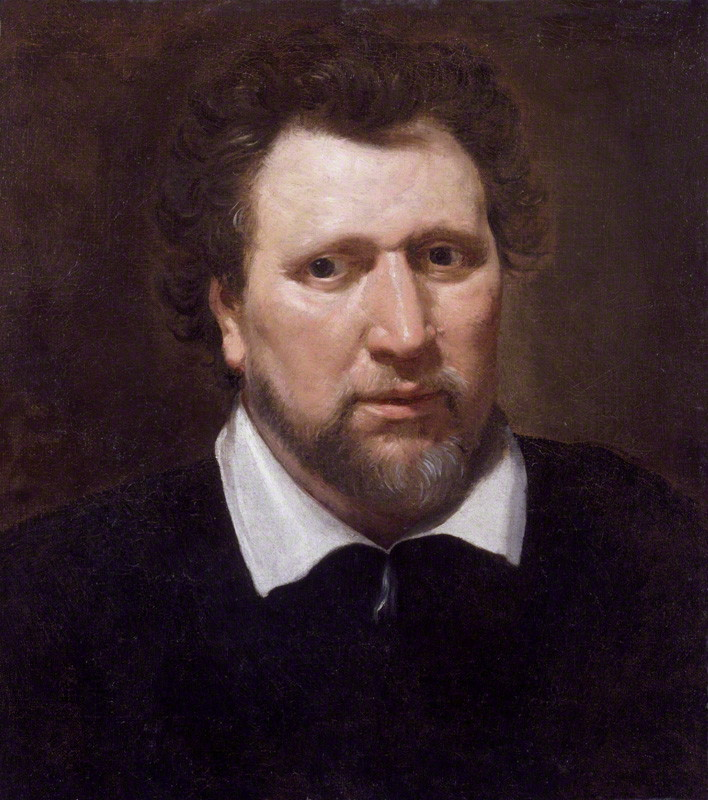
Benjamin Jonson se notabilizou como autor de mascaradas no reinado de

Mascarada era uma forma de entretenimento cortês festivo que floresceu na Europa, sobretudo na Itália, e que alcançou a Inglaterra no século XVI.